# F930 Leopold I
Az F930 Leopold I egy Karel Doorman-osztályú fregatt, amely a Belga Haditengerészetben szolgál 2007. március 29-e óta. Ezt megelőzően a Holland Királyi Haditengerészet hajója volt HNLMS Karel Doorman (F827) néven. Az F930 Leopold I a Belgium által 2005 decemberében megvásárolt két Karel Doorman-osztályú fregatt egyike, a másik az F931 Louise-Marie.
Az F930 Leopold I jelenlegi parancsnoka Jan De Beurme fregattkapitány.

## HNLMS Karel Doorman
A HNLMS Karel Doorman volt a Karel Doorman-osztályú többcélú fregattok első hajója. Ez a hajó már a harmadik volt, amelyet a Holland Királyi Haditengerészet Karel Doorman admirális után nevez el, aki 1942. február 27-én a jáva tengeri csatában esett el. A hajó építését 1985. február 20-án kezdték meg, 1988. április 13-án bocsátották vízre és 1991. május 31-én állt szolgálatba.
Előbb a Karibi-tengeren hajózott, ahol U.S. Navy hajóival együtt kábítószercsempészek elleni műveletekben vett rész, majd az ENSZ fennhatósága alatt részt vett az Adriai-tengeren végrehajtott hadműveletekben, illetve különféle NATO-hadműveletekben.

## Értékesítés
2005. július 20-án a belga kormány úgy döntött, hogy megvásárol két Karel Doorman-osztályú fregattot, amelyekkel a Belga Haditengerészetben szolgáló Wielingen-osztályú fregattokat (Wielingen és Westdiep) kívánták felváltani. 2005. december 22-én írták alá a Karel Doorman és a Willem van der Zaan (F829) eladásáról szóló szerződést.

## Hadrendbe állítás Belgiumban
A HNLMS Karel Doorman-t ennek megfelelően 2006-ban kivonták a holland haditengerészet kötelékéből és átadták Belgiumnak, ahol felújítás után 2007. március 27-én állították szolgálatba. A hajót Fabiola belga királyné avatta fel a zeebrugge-i haditengerészeti bázison és nevét az első belga király, I. Lipót tiszteletére kapta. A hajó patronálását Nivelles városa vállalta.
Testvérhajóját, a Willem van der Zaan-t 2008 áprilisában állították szolgálatba F931 Louise-Marie néven.

## Fegyverzete és főbb felszerlései

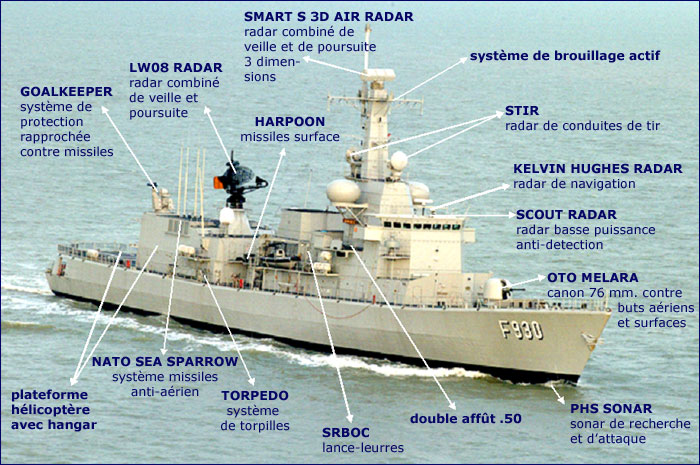
Az F930 Leopold I fegyverzetét bemutató fénykép

- 1 db Oto Melara 76 mm-es légvédelmi/hajó elleni ágyú
- 1 db Oerlikon 20 mm-es könnyű ágyú
- 1 db Sea Sparrow Missile Vertical Launch System (VLS)
- 8 db Goalkeeper CIWS (Close-in Weapon System)
- Mk. 46 típusú torpedók
- LW08 célfelderítő és tűzvezető lokátor
- Smart S 3D háromdimenziós célfelderítő és tűzvezető lokátor
- STIR tűzvezető lokátor
- Kelvin Hughes navigációs lokátor
- SCOUT Radar - alacsony energiájú radar

## Képek

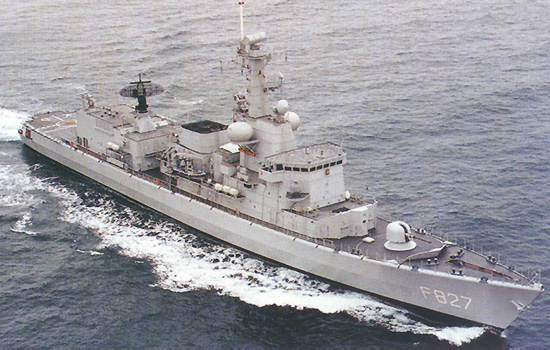
Az "F827 Karel Doorman" fregatt még a holland haditengerészet kötelékében.
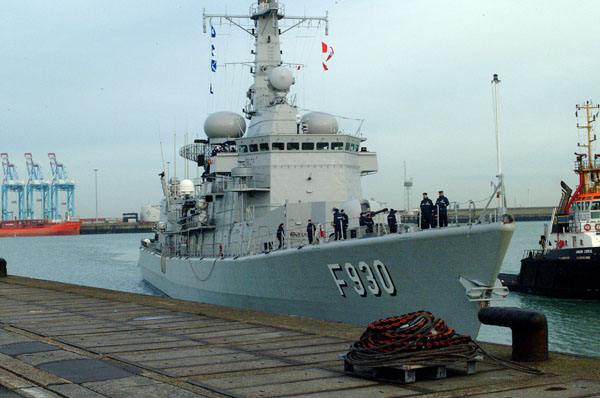
Az F930 behajózik Zeebrugge kikötőjébe a felújítás után.
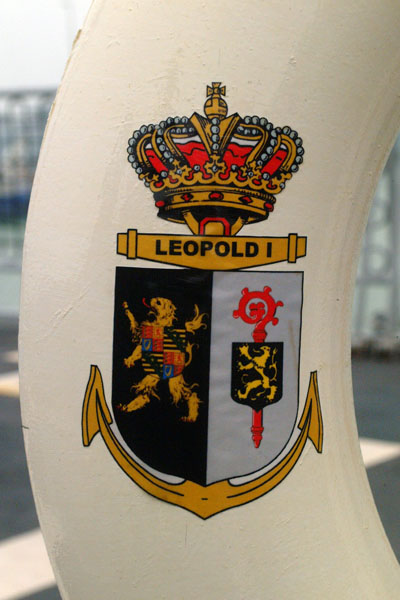
Az "F930 Leopold I" címere.

## Az "F930 Leopold I" tevékenysége

### East African Venture
Az F930 Leopold I 2007. szeptember 5-én indult első hivatalos útjára a belga haditengerészet kötelékében, célja az Afrikai keleti partvidéke volt. Ennek megfelelően a műveletnek az East African Venture (Kelet-Afrikai Művelet) nevet adták. 2007. november 30-án érkezett vissza honi kikötőjébe, Zeebrugge-be.

### UNIFIL
2008. augusztus 20-án az F930 Leopold I fregatt útnak indult Libanon partjai felé, hogy az UNIFIL misszió keretén belül az ország tengerpartja mentén járőrözzön. A hajó szeptember 1. és december 7. között vesz részt a misszióban a libanoni kormány felkérésére, feladata a kijelölt partvidék járőrözése és a fegyvercsempészet megakadályozása (Mission of Prohibition). A libanoni haditengerészet képességeinek fejlesztése érdekében hadgyakorlatokon is részt fog venni.
A járőrzónán kívül Limassol, Bejrút és Mersin kikötőkben fog utánpótlást vételezni és 2008. december 19-én fog visszaindulni Zeebrugge kikötőjébe. Ez a küldetés lesz az F930 Leopold I első hivatalos bevetése a belga haditengerészet színeiben.

## Fordítás
- Ez a szócikk részben vagy egészben  a   Belgian frigate Leopold I (F930) című angol Wikipédia-szócikk fordításán alapul.  Az eredeti cikk szerkesztőit annak laptörténete sorolja fel. Ez a jelzés csupán a megfogalmazás eredetét és a szerzői jogokat jelzi, nem szolgál a cikkben szereplő információk forrásmegjelöléseként.